# Política da Guiné
Política da Guiné tem lugar num quadro de uma república presidencial, segundo a qual o Presidente da Guiné é simultaneamente chefe de estado e chefe de governo. O poder executivo é exercido pelo governo. O poder legislativo é investido tanto no governo como a Assembleia Nacional.
Desde 23 de dezembro de 2008, em virtude da morte do presidente Lansana Conté, está suspensa a Constituição, assim como toda atividade política e sindical em virtude de golpe de estado aplicado por militares.
De acordo com o porta-voz do Exército, "O governo e as instituições republicanas foram dissolvidos", acrescentou, antes de afirmar que será formado um "conselho consultivo" integrado "por civis e militares", declarou o capitão Musa Dadis Camara.
Antes de tais alterações políticas, a Guiné possuía a seguinte configuração política:

## Poder Executivo
Chefe de Estado - Presidente Lansana Conté (chefe do governo militar desde 5 de Abril de 1984. Eleito presidente em 19 de Dezembro de 1993)
Chefe de Governo - Primeiro Ministro Lamine Sidime (desde 8 de Março de 1999)
Gabinete - Conselho de Ministros, indicados pelo presidente
Eleições - O presidente era eleito por voto popular para um mandato de 5 anos. O candidato devia receber a maioria dos votos para se tornar presidente.

### Poder Legislativo
Representado pela Assembléia Nacional Popular (Assemblée Nationale Populaire) com 114 cadeiras. Seus membros são eleitos por voto direto popular para um mandato de 5 anos
Eleições - A última ocorreu em 18 de Abril de 2005

### Poder Judiciário
Corte de Apelação (Cour d'Appel)